# Arengosse
Arengosse là một xã thuộc tỉnh Landes ở vùng Nouvelle-Aquitaine tây nam nước Pháp